# Флаг Славянского района Донецкой области
Флаг Славянского района — официальный символ Славянского района Донецкой области, утверждённый 23 июня 1999 года решением сессии Славянского районного совета.

## Описание
Флаг представляет собой прямоугольное полотнище с соотношением ширины к длине 1:2, которое разделено на три цветные части: одна — зелёная в виде треугольника, основание которого (от древка) равно ширине флага, а вершина расположена в центре флага на половину его длины. Другая часть полотнища разделена горизонтально на две равные по площади части: верхняя — голубая, а нижняя — жёлтая. На фоне зелёного треугольника стилизованное изображение солнце с лицом золотого цвета, обрамленное снизу двумя колосками пшеницы того же цвета, которые перенесены с герба района как основной его элемент.

## Символика
- Голубой цвет символизирует чистое небо и мир.
- Жёлтый цвет — зерновое поле и благосостояние.
- Зелёный — символ развитого сельского и лесного хозяйств, богатой заповедной флоры, надежды на лучшее будущее.
- Солнце — жизнь, источник тепла и света для всего живого.
- Колосья означает основную сельскохозяйственную культуру района — пшеницу.